# Emiliano Fittipaldi

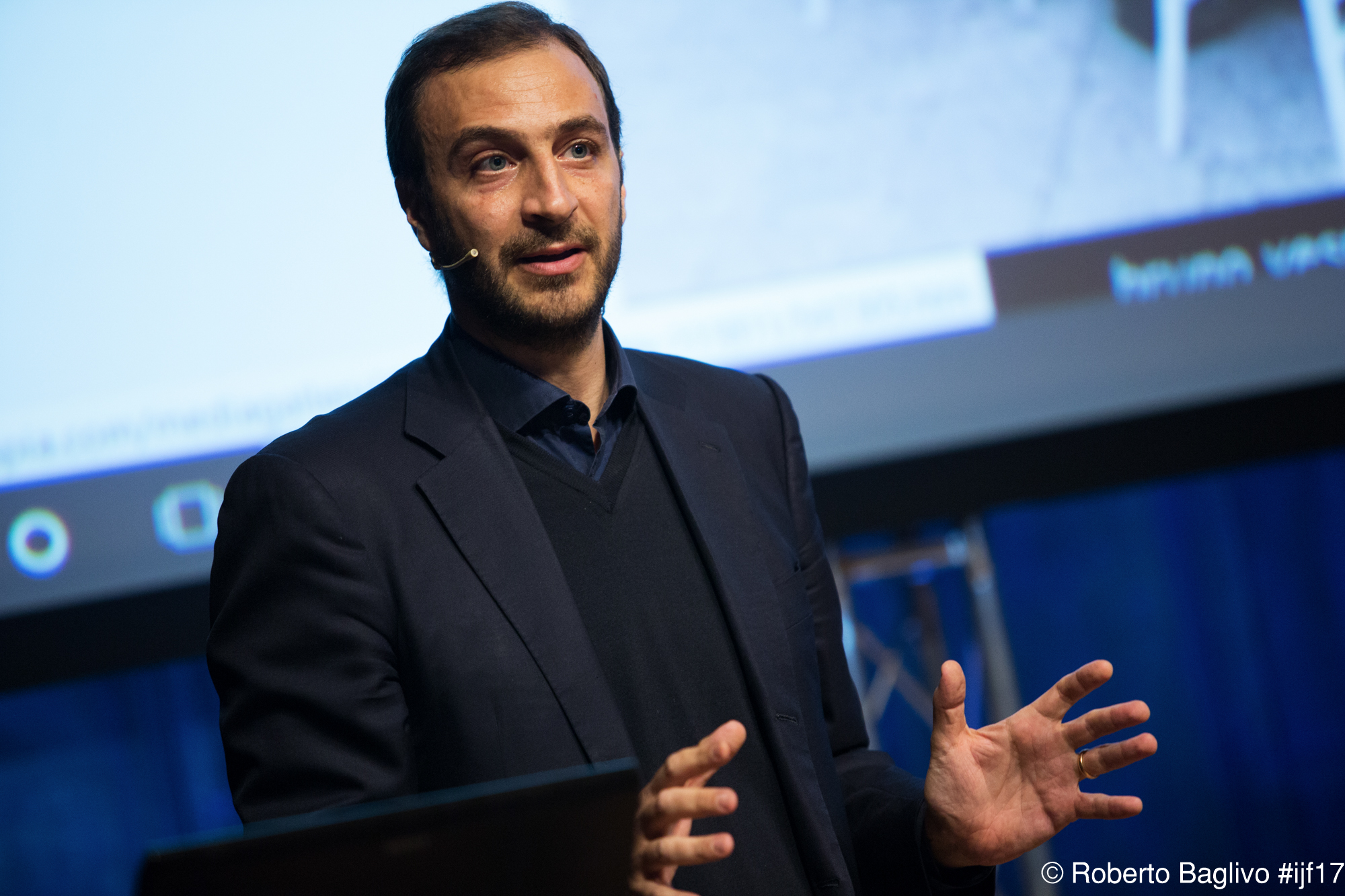
Emiliano Fittipaldi – International Journalism Festival 2017

Emiliano Fittipaldi (geboren am 13. November 1974 in Neapel) ist ein italienischer investigativer Journalist und Buchautor. Er ist einer der Protagonisten im Skandal Vatileaks 2.0 und stand dafür im Vatikanstaat vor Gericht.

## Leben und Werk
Fittipaldi studierte Moderne Literatur an der Universität Neapel Federico II und absolvierte seinen Master an der Business School der Libera Università Internazionale degli Studi Sociali in Rom. Danach war er für die Mailänder Tageszeitung Il Corriere della Sera tätig, wechselte später zu Il Mattino, der sechstgrößten Tageszeitung Italiens. Seit 2007 ist er Redakteur des Nachrichtenmagazins L’Espresso. Seine Arbeit gilt insbesondere korrupten Politikern, Finanzskandalen und Kriminalität jeder Art. Sein Blog trägt den Namen Senza zucchero (deutsch: Ohne Zucker). Er stellte fallweise auch Texte dem Online-Portal Informazione Sostenibile zur Verfügung.
In seinen Büchern, erschienen bei Feltrinelli und Rizzoli, kritisiert Fittipaldi die bedenkenlose Umweltvergiftung zahlreicher Regionen Italiens, die finanziellen Machenschaften des Vatikanstaates, aber auch – gemeinsam mit Tommaso Cerno – die Praktiken der eigenen Profession, mit Hilfe journalistischer Attacken unliebsame Repräsentanten zu diskreditieren.

### Avarizia
Anfang November 2015 erschien das Buch Avarizia (deutsch: Geiz), in dem Fittipaldi finanzielle Missstände im Vatikanstaat aufdeckte – unter Nutzung vertraulicher Quellen insbesondere der von Papst Franziskus eingesetzten Wirtschaftsprüfungskommission COSEA. Die Kathpress bezeichnete Fittipaldis Buch und das zeitgleich erschienene Buch Via Crucis von Gianluigi Nuzzi als „Skandalbücher“. Federico Lombardi, der Sprecher des Vatikans, kritisierte „die Frucht eines schwerwiegenden Verrats jenes Vertrauens“, das Papst Franziskus gewährt habe. Laut kath.net listet Fittipaldi „angeblich ‚überflüssige Ausgaben‘ des neuen vatikanischen Wirtschaftssekretariats auf.“ Die Kurienbehörde habe „Hunderttausende Euro für Business-Class-Flüge, maßgeschneiderte Kleidung, wertvolles Mobiliar und 4.600 Euro für den Unterschrank eines Waschbeckens“ ausgegeben. Darüber hinaus sollen für wohltätige Zwecke bestimmte Gelder von der Römischen Kurie zweckentfremdet worden sein.
Seit 24. November 2015 musste sich Fittipaldi vor dem Gerichtshof des Vatikanstaats wegen der Veröffentlichung von Geheimdokumenten verantworten. Mit waren angeklagt: der Journalist Gianluigi Nuzzi, der spanische Prälat Lucio Ángel Vallejo Balda, der seit Anfang November 2015 im Vatikan in Untersuchungshaft saß, und die PR-Agentin Francesca Immacolata Chaouqui (beide waren Mitglieder der von Papst Franziskus eingesetzten Wirtschaftsprüfungskommission COSEA) sowie Nicola Maio, ein Mitarbeiter der COSEA. Während Nuzzi den Prozess als „kafkaesk und absurd“ bezeichnete, betonte Fittipaldi, dass er nicht der Verleumdung oder der Lüge, sondern der Veröffentlichung von Informationen beschuldigt werde, was seiner Auffassung nach ein universales Menschenrecht darstelle. Am 7. Juli 2016 sprach ihn die zuständige Strafkammer frei. Die Staatsanwaltschaft hatte bei Fittipaldi ebenfalls auf Freispruch aus Mangel an Beweisen plädiert, für die übrigen vier aber Haftstrafen beantragt.

## Buchpublikationen
- mit Dario Di Vico: Profondo Italia. Rizzoli, Mailand 2004.
- Così ci uccidono: storie, affari e segreti dell'Italia dei veleni. Rizzoli, Mailand 2009, ISBN 978-88-58-61911-7. [Wie sie uns umbringen]
- mit Tommaso Cerno: La macchina del fango. Come funziona il sistema della disinformazione italiana. Feltrinelli, Mailand 2011, ISBN 978-88-07172-17-5. [Die Schlammmaschine]
- Avarizia: i documenti segreti sull'impero economico del Vaticano. Feltrinelli, Mailand 2015, ISBN 978-88-07-17298-4. [Habsucht]
- Avarizia: le carte che svelano ricchezza, scandali e segreti della Chiesa di Francesco. Feltrinelli, Mailand 2015.

## Auszeichnungen
- 2005: Premio Ischia in ricordo di Angelo Rizzoli
- 2005: Premio Sodalitas Giornalismo per il Sociale
- 2009: Premio Gaspare Barbiellini Amidei